# Ayr (stacja kolejowa)
Ayr – stacja kolejowa w Ayr, w hrabstwie South Ayrshire, w Szkocji, w Wielkiej Brytanii. Znajduje się w Smith Street, na Burns Statue Square. Stacja jest zarządzana przez kolejowa First ScotRail, znajduje się na Ayrshire Coast Line 41,5 mili (66,8 km) na południowy zachód od Glasgow Central Station. Stacja posiada 3 perony i obsługuje około 1 417 000 pasażerów.

## Historia
Stacja została otwarta w dniu 12 stycznia 1886 przez Glasgow and South Western Railway. Była to trzecia stacji o nazwie "Ayr" w mieście: pierwotna stacja znajduje się na byłym Glasgow, Paisley, Kilmarnock and Ayr Railway, otwartej w 1839. Gdy Ayr and Dalmellington Railway zostało otwarte w 1856, stację nazwała Ayr Townhead po południowej stronie miasta. Jeżeli oryginalna stacja Ayr została zamknięta w dniu 1 lipca 1857, stacja Townhead zostało przemianowana na "Ayr", jednak tę drugą  stację zamknięto tego samego dnia. Obecnie stacja została wybudowana zaledwie 300 jardów na południe od poprzedniej stacji. Glasgow i South Western Railway stał się częścią London Midland and Scottish Railway podczas ugrupowania z 1923, przechodząc na szkocki region kolei brytyjskich z nacjonalizowanej w 1948.
Gdy została wprowadzona prywatyzacja w 1980, stacja została doręczona do ScotRail, prywatnego przewoźnika kolejowego.